# Plagiodera

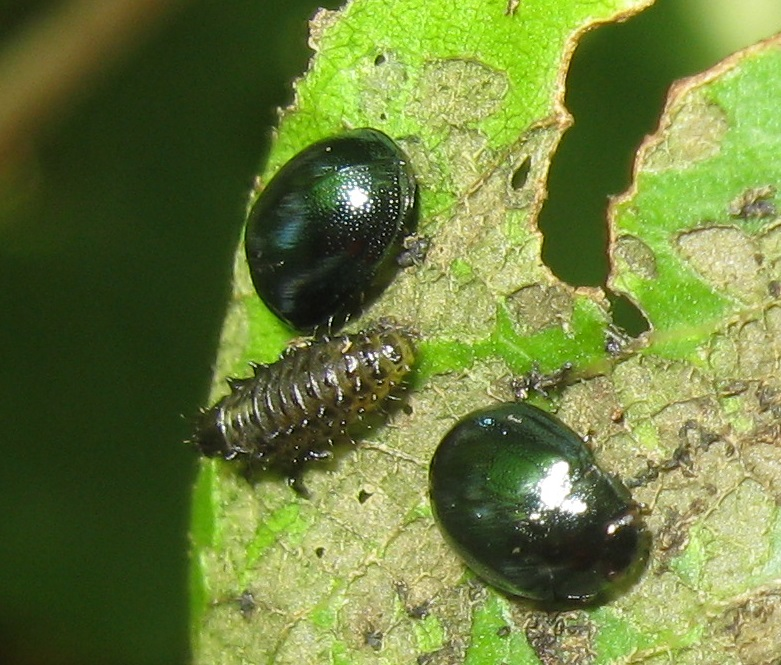
P. versicolora, larva y adultos

Plagiodera es un género de escarabajos de la familia Chrysomelidae de distribución casi cosmopolita. En 1837 Chevrolat describió el género. Muchas especies se alimentan de plantas de los géneros Populus y Salix. Son de distribución casi mundial.
Algunas especies (siete subgéneros):
- Plagiodera aenea Linnaeus, 1758
- Plagiodera arizonae
- Plagiodera atmanama Daccordi, 1982
- Plagiodera californica
- Plagiodera finisafricae Biondi & Daccordi, 1998
- Plagiodera ornorei Daccordi, 1986
- Plagiodera recchiai Daccordi, 1986
- Plagiodera rileyi Daccordi, 1986
- Plagiodera seenoi Balsbaugh & Daccordi, 1987
- Plagiodera sorbinii Daccordi, 1986
- Plagiodera thymaloides
- Plagiodera versicolora Laicharting, 1781

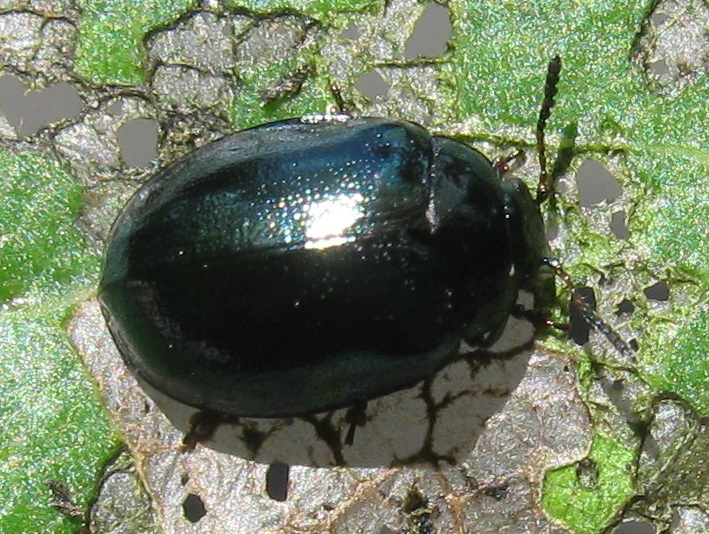
Plagiodera versicolora